# Joaquim Jover i Costas
Joaquim Jover i Costas (Barcelona, 30 de maig de 1854 - ibídem, 4 d'octubre de 1922) fou un empresari català.

## Biografia
Fou fill del també empresari Joan Jover i Serra, i de la seva esposa Maria Rosa Costas i Llucià (1826-1905).
Jover va succeir el seu pare en l'empresa naviliera familiar, impulsant la modernització de la flota de vaixells. Precisament, durant la Guerra de la independència de Cuba (1895-1898) va posar aquesta flota al servei del regne espanyol, motiu pel qual va rebre el títol de marquès de Gelida el 1896, en una resolució publicada en la Gaceta de Madrid el 9 d'octubre de 1896.
Es va casar amb Consol Vidal i de Moragas (1862-1948), segona marquesa de Moragas. La seva filla Consol Jover i Vidal es va casar amb l'escriptor Eusebi Güell i López, segon vescomte de Güell.